# باشگاه فوتبال بارسلونا سی
باشگاه فوتبال بارسا سی باشگاه فوتبال اسپانیایی بود که در سال ۱۹۶۹ تأسیس شد. این باشگاه ابتدا با نام باشگاه آماتور بارسلونا به میدان‌های ورزشی می‌رفت اما در سال ۱۹۹۳ این باشگاه اسمش به بارسلونا سی یا تیم سوم باشگاه فوتبال بارسلونا تغییر یافت. این باشگاه به خاطر این که در فصل ۲۰۰۷–۲۰۰۶ به دسته پنجم سقوط کرد، توسط خوآن لاپورتا مدیر وقت باشگاه منحل شد.